# Rokopella goesi
Rokopella goesi är en blötdjursart som först beskrevs av Warén 1988.  Rokopella goesi ingår i släktet Rokopella och familjen Neopilinidae. Inga underarter finns listade i Catalogue of Life.